# Fabrizio Paoletti
Fabrizio Paoletti (Tolentino, 21 settembre 1961) è un sassofonista italiano.Attualmente vive a Trieste.

## Biografia
La sua formazione musicale parte dal diploma in clarinetto al conservatorio di Frosinone sotto la guida di Ugo Gennarini e prosegue al Conservatorio dell'Aquila dove si diploma in sassofono col massimo dei voti e la lode col maestro Romano Mauriello. Dedicatosi completamente al sassofono, si perfeziona con Jean-Marie Londeix e Claude Delangle, entrambi molto influenti sul suo stile musicale. Ha fatto parte degli anni del pionerismo in Italia ed è componente del Quartetto di sassofoni Accademia che, fondato nel 1984,  è tutt'oggi il gruppo di sassofoni più longevo nel panorama concertistico italiano; ne fanno parte Gaetano di Bacco al sassofono soprano, Enzo Filippetti al sassofono contralto e Giuseppe Berardini al sassofono al tenore.
Fabrizio Paoletti, sebbene si possa ritenere tipicamente classico, attivo nella musica da camera e orchestrale, ha avuto anche qualche esperienza nel mondo jazzistico partecipando a vari festival jazz: ”Toronto Downtown Jazz Festival” , “Percfest” di Laigueglia in Liguria” , Festival Jazz di Malta, “Trieste Love Jazz”. Nella rivista “Musica Jazz” il suo gruppo viene citato come esempio di contaminazione al contrario: un quartetto classico che viene chiamato ad esibirsi in una rassegna jazz. Queste esecuzioni però non prevedono improvvisazione:  il quartetto suona infatti tutta musica scritta, scritta però da jazzisti di rilievo ed espressamente per la formazione del quartetto di sassofoni classico (soprano, alto, tenore e baritono invece che alto-alto-tenore-baritono, tipica formazione del quartetto jazzistico), tra questi citiamo Phil Woods, Martial Solal, Paquito D'Rivera e Aldemaro Romero. Questo materiale è raccolto nel cd “Round Mid Jazz” ( etichetta Dynamic), l'unica incisione di stile jazz del quartetto, che conta una discografia di una ventina di cd per Nuova Era, Dynamic, BMG ecc... nell'ambito della musica contemporanea, del novecento ma anche delle prime musiche originali per quartetto di sassofoni della metà dell'Ottocento (cd “Hommagè a sax” per Nuova Era, che vede la partecipazione di Claude Delangle nel quintetto di Savary). Numerose sono anche le incisioni radiofoniche effettuate in tutto il mondo.
Il Quartetto Accademia dalla sua fondazione ha tenuto più di 1500 concerti in tutto il mondo, nelle sedi più prestigiose come Conservatoire National Superieur de Musique de Paris, cappella Paolina al Quirinale a Roma, Teatro “Teresa Carreño” di Caracas, Palau de La Musica di Valencia, Konzerthaus di Berna, Museo di Arte Contemporanea di Barcellona, Teatro “Lisinski” di Zagabria, University Concert Hall di Klapeida, Centro “Bellas Artes” di Madrid, Sala dei concerti del Conservatorio “G, Verdi” di Torino, Teatro “Rossini” di Pesaro, Teatro “G. Verdi” di Trieste, Teatro “Alfieri” di Torino, “Ted Mann“ Theater di Minneapolis, Philharmonie di Lussemburgo, Accademia Filarmonica di Bologna, Filarmonica “Laudamo” di Messina, ASAM di Siracusa, Istituzione Universitaria dei Concerti di Roma, Società dei Concerti “Barattelli” dell’Aquila, Società dei Concerti della Spezia, festival "Romaeuropa" a Roma, Festival Pontino, festival di “Musica Verticale”, festival “Nuova Consonanza”, Roma, festival “Nuovi Spazi Musicali” Europalia” a Bruxelles, ecc. in questo gruppo Fabrizio Paoletti suona il sassofono baritono, strumento nel quale si specializza. 
Per il Quartetto sassofoni Accademia sono state scritte circa 100 opere da compositori importanti: citiamo “Blitz” di Ennio Morricone (eseguito in prima mondiale al Mozarteum di Salisburgo nel 1995), “Nocturnal Landscape” di Vittorio Fellegara,  “Camera Obscura” di Marco di Bari, “Sax Quartet” di Ada Gentile, "Meriggio" di Franco Mannino.
Durante gli anni della sua molteplice attività, ha avuto modo di collaborare con musicisti importanti come Ennio Morricone, Bruno Canino, Claude Delangle, Aldemaro Romero, Massimiliano Damerini, Ada Caiello, Luisa Castellani, Patrick Gallois, Mauro Maur.
Attivo anche come didatta ha insegnato nei conservatori di Messina, Benevento, Latina, Padova e dal 2008 insegna al conservatorio di Udine; ha tenuto master class in Francia(Parigi, Conservatoire National Superieur de Musique), Danimarca, Spagna, Grecia, Lettonia, Polonia, Repubblica Ceca, Slovenia,Venezuela, Stati Uniti, Albania, Turchia e Italia. 
Viene regolarmente invitato in giuria di concorsi in Italia,Francia, Slovenia, Lettoni Viene chiamato in commissione di concorso all'estero e in Italia: Parigi, Slovenia, Lettonia, Croazia ecc. Molti suoi allievi sono vincitori di concorso e attivi come concertisti in Italia e all'estero.
Dal 1992 è endorsment della Selmer e Vandoren di Parigi.
Suona tutti sassofoni Selmer Serie III.
Per la carriera svolta è stato insignito del prestigioso “PREMIO SCANNO”, XXXIX edizione.

## Fonti
Conservatorio di Udine, su conservatorio.udine.it.
Accademia sax

Mario Marzi “IL sassofono” ed. Zecchini